# Lars Høgh
Poul Lars Høgh Pedersen (Odense, 14 de enero de 1959 - Copenhague, 8 de diciembre de 2021) fue un futbolista danés que jugó como portero para el Odense BK durante toda su carrera. Con Odense BK ganó tres campeonatos de la liga, tres copas de la liga, y el premio al Mejor Portero del Año en Dinamarca cinco veces. Høgh también jugó con la selección nacional de Dinamarca en 8 ocasiones, siendo parte de los equipos que viajaron a la Copa Mundial de Fútbol de 1986 y la Eurocopa 1996.

## Clubes
| Club      | País      | Año         | Partidos | Goles |
| Odense BK | Dinamarca | 1977 - 2000 | 817      | 0     |

## Palmarés

### Con Odense BK
Liga Danesa 1977, 1982, 1989
Copa de Dinamarca 1983, 1991, 1993

### Con la Selección de Dinamarca
Copa Confederaciones 1995

### Individual
Mejor Portero del Año de Dinamarca (Caja dorada) 1986, 1989, 1991, 1993, 1994